# المجمع المغلق 1721
المجمع المغلق 1721 هو المجمع الموكول بانتخاب بابا الكنيسة الكاثوليكية الجديد بعد استقالة البابا. انعقد مجمع الكرادلة لانتخاب البابا الجديد بدءًا من
31 مارس 1721 وانتهى في 8 مايو 1721. انتُخبَ إينوسنت الثالث عشر ليكون البابا الجديد للكنيسة.
عُقدَ المجمع في إيطاليا في 1721.